# Општина Осмаци
Осмаци су општина у источном дијелу Републике Српске, БиХ. Сједиште општине се налази у насељеном мјесту Осмаци. Према подацима Агенције за статистику Босне и Херцеговине на попису становништва 2013. године, у општини је пописано 6.016 лица.

## Географија
Општина Осмаци се граничи са општинама Зворник, Шековићи и Калесија. Дио је регије Бирач. Општина Осмаци заузима 78,67 km2.

## Насељена мјеста
Подручје општине Осмаци чине насељена мјеста:
Борогово, Вилчевићи, Гојчин*, Зелина*, Косовача, Кулина, Кусоње, Матковац, Махала, Осмаци, Ракино Брдо, Сајтовићи, Хајвази, Цапарде, Шехер.
Дијелови насељених мјеста Булатовци, Гојчин и Зелина.
(На списку Владе Републике Српске се налази и насељено мјесто Шарци) 
Општина је формирана од дијелова општине Калесија, који су припали Републици Српској након Дејтонског споразума.

## Мјесне заједнице
У општини Осмаци постоје три мјесне заједнице: МЗ Борогово, МЗ Осмаци, МЗ Цапарде.

## Становништво
|             | 2013.          | 1991.           |
| Укупно      | 6 016 (100,0%) | 8 819 (100,0%)  |
| Срби        | 3 095 (51,45%) | 4 301 (48,77%)  |
| Бошњаци     | 2 895 (48,12%) | 4 465 (50,63%)1 |
| Хрвати      | 9 (0,150%)     | 6 (0,068%)      |
| Неизјашњени | 7 (0,116%)     | –               |
| Муслимани   | 4 (0,066%)     | –               |
| Непознато   | 4 (0,066%)     | –               |
| Остали      | 2 (0,033%)     | 28 (0,317%)     |
| Југословени | –              | 19 (0,215%)     |

1. 1 На пописима од 1971. до 1991. Бошњаци су пописивани углавном као Муслимани.

## Политичко уређење

### Општинска администрација
Начелник општине представља и заступа општину и врши извршну функцију у Осмацима. Избор начелника се врши у складу са изборним Законом Републике Српске и изборним Законом БиХ. Општинску администрацију, поред начелника, чини и скупштина општине. Институционални центар општине Осмаци је насеље Осмаци, гдје су смјештени сви општински органи.
Начелник општине Осмаци је Радан Сарић испред Савеза независних социјалдемократа, који је на ту функцију ступио након локалних избора у Босни и Херцеговини 2020. године. Састав скупштине Општине Осмаци је приказан у табели.

## Познате личности
- Немања Поповић, универзитетски професор и рударски инжињер
- Мијомир Пелемиш, инфектолог, универзитетски професор